# Wiktor Ugriumow
Wiktor Pietrowicz Ugriumow (ros. Виктор Петрович Угрюмов, ur. 19 sierpnia 1939 w Chabarowsku) – radziecki jeździec sportowy. Dwukrotny medalista olimpijski z Moskwy.
Specjalizował się w ujeżdżeniu. Igrzyska w 1980 były jego drugą olimpiadą. Cztery lata wcześniej był szósty indywidualnie i czwarty w drużynie. W konkursie indywidualnym zajął trzecie miejsce, w drużynie triumfował. Partnerowali mu Wira Misewycz i Jurij Kowszow. W igrzyskach tych udziału nie brali jeźdźcy z niektórych krajów Zachodu, należący do światowej czołówki.

## Starty olimpijskie (medale)
Moskwa 1980
- ujeżdżenie, konkurs drużynowy (na koniu Shkval) –  złoto
- ujeżdżenie, konkurs indywidualny (Shkval) –  brąz